# Kata Kolok
Kata Kolok är ett teckenspråk som används i byn Bengkala på Bali. 2,2 % av invånarna i Bengkala föds döva, men minst 57 % av den icke-döva befolkningen i byn förstår i viss mån språket.